# Lupinus caldasensis
Lupinus caldasensis är en ärtväxtart som beskrevs av Charles Piper Smith. Lupinus caldasensis ingår i släktet lupiner, och familjen ärtväxter. Inga underarter finns listade i Catalogue of Life.